# Orchamoplatus porosus
Orchamoplatus porosus là một loài côn trùng cánh nửa trong họ Aleyrodidae, phân họ Aleyrodinae.
Orchamoplatus porosus được Dumbleton miêu tả khoa học đầu tiên năm 1956.